# 日本医科器械新聞
日本医科器械新聞 (にほんいかきかいしんぶん) は、日本の旬刊の専門紙。医科機械（医科器械）関連の記事を掲載し、医療関連団体、医療機器メーカー、病院などを読者対象とする。発行は(株)日本医科器械新聞社。
厚生労働省をはじめとして地方団体、医療機器メーカー、医療機器関連学会との連携が強く、専門分野に関する情報を提供している。

## 沿革
1948年1月1日に創刊された。